# Cteniscus glutiniatus
Cteniscus glutiniatus là một loài tò vò trong họ Ichneumonidae.